# Philip Rastelli
Philip „Rusty“ Rastelli (* 31. Januar 1918 in Queens, New York; † 24. Juni 1991 ebenda) war ein berüchtigter Mobster und Anführer der Bonanno-Familie der La Cosa Nostra in New York City. Bekannt wurde er vor allem aufgrund seiner Verwicklung in diverse mafiainterne Konflikte sowie den Ermittlungen des Undercoveragenten Donnie Brasco, dem es in den 1980er Jahren gelang, die Bonanno-Familie zu infiltrieren. 

## Leben

### Anfänge
Rastelli stieg in Brooklyn in die illegalen Geschäfte der Bonanno-Familie, wie etwa Kreditwucher und Drogenhandel, ein. Problematisch entwickelte sich die Beziehung zu seiner Frau Conny, die in Brooklyn eine illegale Abtreibungspraxis betrieb. Nachdem sie von einem Verhältnis Rastellis zu einer anderen Frau erfahren hatte, drohte sie damit, ihre Kenntnisse über die Geschäfte ihres Mannes an die Behörden weiterzugeben, wenn sie im Zuge einer Scheidungsvereinbarung keine angemessene Abfindung erhalten sollte. Daraufhin wurde sie 1962 erschossen aufgefunden. Von den Behörden wurde vermutet, dass Rastelli entweder selbst der Täter war oder aber zumindest den Auftrag zum Mord an seiner Frau erteilt hat, was ihm letztlich aber nie nachgewiesen werden konnte.

### Carmine Galante
Als Natale Evola 1973 starb, übernahm Rastelli dessen Position als Anführer der Bonanno-Familie. Rastelli wurde jedoch bereits 1975 inhaftiert und wegen Verstößen gegen das Kartellrecht und Schutzgelderpressung angeklagt. Wegen dieser Taten wurde er 1976 zu einer langjährigen Haftstrafe verurteilt und versuchte, die Bonanno-Familie von nun an aus dem Gefängnis zu leiten. Diese Situation nutzte Carmine Galante, ein hochrangiges Mitglied der Bonanno-Familie, das 1973 nach langer Haft wieder auf freien Fuß gesetzt worden war, um sich die Position Rastellis de facto anzueignen. Galante machte sich jedoch bald weitere Feinde, als er versuchte, sämtliche Aktivitäten der Mafia im Bereich des Drogenhandels unter seine Kontrolle zu bringen. Hierbei ging er mit äußerster Brutalität vor und ließ auch Mitglieder anderer Mafia-Familien ermorden. Nachdem er sich auch bei den anderen Bossen unbeliebt gemacht hatte, wurde Galante 1979 in einem Restaurant in Brooklyn erschossen. Für Rastelli bedeutete dies, dass er wieder der unumstrittene Anführer der Bonanno-Familie war.

### Comeback
Nach dem Tode Galantes erhielten dessen Mörder hohe Positionen in der Bonanno-Familie. So wurde Dominic Napolitano von Rastelli zum Chef über das Straßengeschäft der Bonanno-Familie gemacht. Allerdings blieb das Problem, dass Rastelli aus dem Gefängnis heraus nur bedingten Einfluss auf die Geschäfte der Familie nehmen konnte. Dies wollten sich 1981 drei Unterführer der Bonanno-Familie, Philip Giaccone, Alphonse Indelicato und Dominick Trinchera, zu Nutze machen und forderten einen größeren Anteil am Drogengeschäft. Sie wurden auf Befehl Rastellis von Napolitano und seinen Männern erschossen. Zeuge dieser Ereignisse wurde der vom FBI in die Bonanno-Familie eingeschleuste FBI-Agent Donnie Brasco, dessen Aussage später viele Mitglieder der Bonanno-Familie ins Gefängnis bringen sollte. 1984 kam Rastelli dann aus dem Gefängnis frei und kümmerte sich darum, den Ruf der Bonanno-Familie in der Unterwelt, der aufgrund der Auseinandersetzungen innerhalb der Familie und wegen des Brasco-Zwischenfalls merklich gelitten hatte, wiederherzustellen. Die Bonanno-Familie wandte sich nun verstärkt dem Drogenhandel zu und generierte mit diesem Geschäft große Gewinne. Die Drogen wurden über das kanadische Montreal in die USA geschafft und dort an Großabnehmer verkauft.

### Das Ende
1986 wurde Rastelli zunächst im so genannten Mafia Commission Trial zusammen mit den Anführern anderer Mafia-Familien angeklagt. Sein Prozess wurde jedoch vom Hauptverfahren abgetrennt, da sich die Staatsanwaltschaft dazu entschloss, ihn und seinen Unterboss Joseph Massino separat wegen Schutzgelderpressung zu verfolgen. Der Prozess endete damit, dass der mittlerweile 69-jährige Rastelli 1987 zu einer Gefängnisstrafe von 12 Jahren verurteilt wurde. Von nun leitete er die Geschicke der Bonanno-Familie wieder aus seiner Zelle. Am 21. Juli 1991 wurde der unheilbar kranke Rastelli aus humanitären Gründen aus dem Gefängnis entlassen. Er starb drei Tage später in einem Krankenhaus in Queens im Alter von 73 Jahren an Leberkrebs.